# Ctenocella rossafila
Ctenocella rossafila är en korallart som först beskrevs av Manfred Grasshoff 1999.  Ctenocella rossafila ingår i släktet Ctenocella och familjen Ellisellidae. Inga underarter finns listade i Catalogue of Life.